# Obiekt archeologiczny
Obiekt archeologiczny – nieruchomy zabytek archeologiczny obejmujący jedną lub kilka jednostek stratygraficznych. Jest to wyróżniona ze względu na funkcję lub formę część stanowiska archeologicznego. 
Obiekty archeologiczne mogą być zagłębione w podłoże (np. domostwa zagłębione, jamy grobowe czy jamy zasobowe) bądź wzniesione na powierzchni podłoża (np. mury). Obiekt zagłębiony zazwyczaj ma wypełnisko, czyli jest wypełniony ziemią lub innym materiałem organicznym (np. popiołem) lub nieorganicznym (np. gruzem ceglanym), który został bądź to wrzucony celowo do zagłębienia po zaprzestaniu jego użytkowania, bądź też osadził się w sposób naturalny po porzuceniu danego miejsca przez człowieka.
Obiekty dzielą się na proste i złożone. Przykładowe obiekty proste to jamy zasobowe, piece garncarskie, studnie itp. W skład obiektów złożonych wchodzi wiele obiektów prostych np. stanowisko składające się z wielu pomieszczeń, konstrukcje mieszkalne itp.